# Đền của những câu khắc

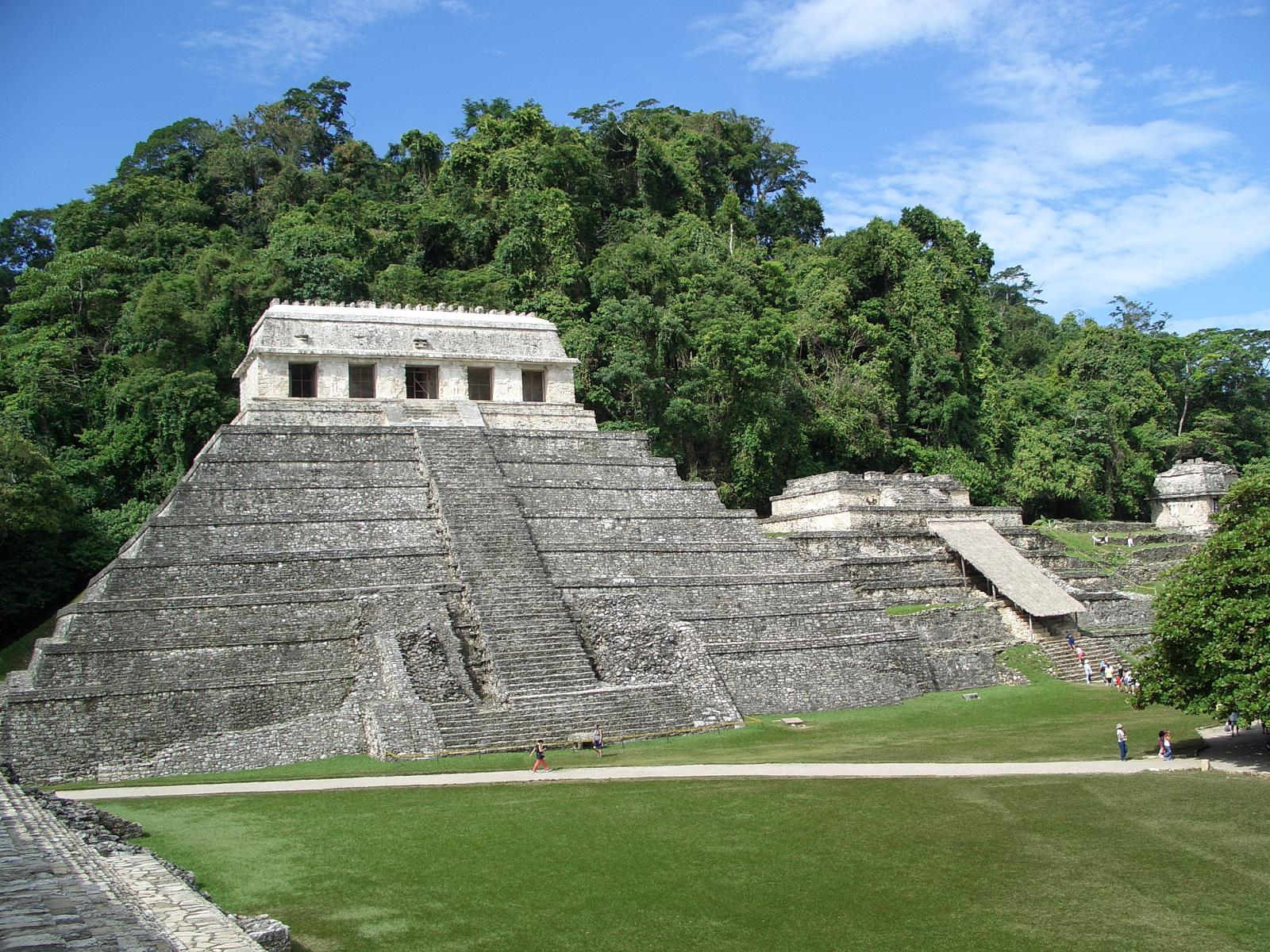
Ngôi đền của những câu khắc

Ngôi đền của những câu khắc là một trong những kim tự tháp bực thang có cấu trúc lớn nhất tại Trung Mỹ được xây dựng bởi người Maya, ở khu bao tồn di tích Maya Palenque nằm tại bang Chiapas, México ngày nay. Kiến trúc của ngôi đền cụ thể được thiết kế dành cho đài tưởng niệm K'inich Janaab' Pakal, một ajaw cai trị xứ Palenque hơn 70 năm trong thế kỷ thứ bảy. Nó được xây trong những năm cuối cùng của ajaw K’inich Janaab’ Pakal và được hoàn thành bởi người con trai ông Kʼinich Kan Bahlam II. Ngôi đền có ý nghĩa rất quan trọng với công việc nghiên cứu về Maya cổ đại, bởi lẽ, rất nhiều những bản khắc chữ tượng hình được tìm thấy trên các cột trụ và hầm mộ của Pakal.